# Vitalkapacitet
Vitalkapacitet är en lungvolym som anger hur mycket luft en människa kan blåsa ut efter en maximal inandning och ger en uppfattning om lungornas volym och funktion. Vitalkapaciteten varierar med lungstorleken och är således genetisk. Då det finns samband mellan lung- och kroppsstorlek kan det sägas att vitalkapaciteten till viss del beror på kroppslängd. Vid lungsjukdomar, exempelvis KOL, minskar ofta vitalkapaciteten och det beror då på att luftrörsväggarna blir mindre elastiska, luftvägarna allt trängre och lungblåsornas väggar kollapsar. Detta gör att mindre luft kan komma in i lungorna under maximal inandning och därmed kommer mindre luft att blåsas ut vid maximal utandning.